# Stefan Mitrović
Stefan Mitrović (srbskou cyrilicí Стефан Митровић; * 22. května 1990, Bělehrad, SFR Jugoslávie) je srbský fotbalový záložník a bývalý reprezentant, který hraje za klub La Ligy Getafe CF.

## Klubová kariéra

### Klubové statistiky
Aktuální k datu : 26. červen 2012
| Sezona  | Klub                        | Země      | Soutěž  | Zápasy | Góly |
| ------- | --------------------------- | --------- | ------- | ------ | ---- |
| 2008/09 | FK Rad                      | Srbsko    | 1. liga | 0      | 0    |
| 2009/10 | MFK Petržalka               | Slovensko | 1. liga | 9      | 0    |
| 2010/11 | FC Petržalka 1898           | Slovensko | 2. liga | 0      | 0    |
| 2010/11 | FC Zbrojovka Brno           | Česko     | 1. liga | 8      | 0    |
| 2011/12 | FK Metalac Gornji Milanovac | Srbsko    | 1. liga | 22     | 0    |
| Celkem  |                             |           |         | 39     | 0    |

## Reprezentační kariéra
V A-týmu Srbska debutoval 31. 5. 2014 v přátelském utkání proti Panamě (remíza 1:1).
V zápase Srbsko - Albánie 14. 10. 2014 v kvalifikaci na EURO 2016 v Bělehradu byl jedním z protagonistů vzniklé šarvátky. Zápas se nedohrál, byl předčasně ukončen před koncem prvního poločasu za stavu 0:0. Nad hřištěm se objevila dálkově řízená minikvadrokoptéra se zavěšenou vlajkou s mapou tzv. Velké Albánie. Poté, co ji Stefan Mitrović stáhl dolů, se albánští hráči na něj vrhli a strhla se šarvátka. Na hřiště pronikli i diváci a zápas byl po 30 minutách čekání předčasně ukončen.